# Фёрбю
Фёрбю  (эст. Förby), ранее также Фе́рбю, на местном наречии Фе́рбе (Ferbe), в 1977–1997 годах Фёрби (эст. Förbi) — деревня в волости Вормси уезда Ляэнемаа, Эстония.

## География и описание
Расположена в западной части острова Вормси, в 6 километрах от волостного центра — деревни Хулло. Высота над уровнем моря — 7 метров.
Территория деревни включает в себя малый остров Харилайд, который находится в 4 километрах к западу от Вормси.
Из Фёрбю лесная дорога ведет к центру острова, в деревню Фелларна. У дороги находится самый своеобразный рельеф острова и уникальный для всей Эстонии биогерм — известняковое обнажение Хойтберга. Это овальная возвышенность, вытянутая с севера на юг; образована движением континентальных льдов. Её протяжённость 70 метров, ширина 20 метров, высота 2,5 метра. Геологически это коралловый риф, которому более 400 миллионов лет. В числе прочего там найдены брахиоподы и трилобиты.
Вдоль побережья через деревню проходит обозначенная велосипедная дорожка Ляэне-Вормси (Западный Вормси).
Климат умеренный. Официальный язык — эстонский. Почтовый индекс — 91305.

## Население
По данным переписи населения 2021 года, в Фёрбю проживали 12 человек, из них 10 (83,3 %) — эстонцы.
По состоянию на 1 января 2020 года в деревне насчитывалось 14 жителей: 7 женщин и 7 мужчин; 9 человек — лица пенсионного возраста (65 лет и старше), 4  человека трудоспособного возраста (15–64 года) и один ребёнок в возрасте до 15 лет.
По данным переписи населения 2011 года, в деревне проживали 5 человек, из них 4 (80,0 %) — эстонцы.
В 2000 году в деревне проживали 3 человека — одна женщина и двое мужчин; эстонцами себя указали 2 человека.
Численность населения деревни Фёрбю:
| Год  | 1934 | 1959 | 1970 | 1979 | 1989 | 1998 | 1999 | 2000 | 2011 | 2017 | 2018 | 2019 | 2020 | 2021 |
| ---- | ---- | ---- | ---- | ---- | ---- | ---- | ---- | ---- | ---- | ---- | ---- | ---- | ---- | ---- |
| Чел. | 195  | ↘ 17 | ↘ 0  | → 0  | ↗ 1  | ↗ 2  | → 2  | ↗ 3  | ↗ 5  | ↗ 12 | ↗ 14 | ↗ 15 | ↘ 14 | ↘ 12 |

## История
В письменных источниках примерно 1540 года упоминается Voerbuͤ, 1565 года — Förby, 1590 года — Före By, 1598 года — Föör by, 1637 год]а — Vorby, Födherby; на картах 1898 года — Ферби и Фёрби.
На военно-топографических картах Российской империи (1846–1863 годы), в состав которой входила Лифляндская губерния, деревня обозначена как Фёрбю.
В 1977–1997 годах деревня носила официальное название Фёрби (эст. Förbi).
С XVI века Вормси в основном заселяли балтийские шведы. С середины XVIII века деревня Сёдербю, как и весь остров Вормси, отошла во владение барона Карла фон Штакельберга (Karl Wilhelm von Stackelberg), владельца мызы Магнусгоф. Однако в результате последовавших за этим судебных процессов между свободными шведскими крестьянами и Штакельбергами, первые в середине XIX века получили свободу от правления мызниками.
Между Фёрбю и Буссбю (Bussby, место расположения  бывшей деревни, когда-то самой большой на острове, в настоящее время входит в границы деревни Сууремыйза) находился самый большой порт острова. Отсюда в Англию везли пропсы (рудничные стойки – круглый лесоматериал хвойных пород для крепления горных выработок), в Швецию — картофель, в Финляндию — яблоки. Товар подвозили на лошадях к берегу моря, а оттуда на лодках переправляли на суда.
До Второй мировой войны в деревне насчитывалось 34 хозяйства и 195 жителей.
В 1944 году в Швецию эмигрировали 152 жителя Фёрбю.
- Фотографии из Национального архива Эстонии. Эмиграция шведов и эстонцев с острова Вормси в Швецию, 27 августа 1944 года